# Anglonormanski jezik
Anglonormanski jezik (ISO 639: xno; alternativno i anglofrancuski), povijesni jezik francuske skupine oilskih jezika kojeg su normanski osvajači donesli sa sobom u Englesku nakon 1066. godine gdje se govorio tijekom anglonormanskog perioda sve do 15. stoljeća. 
Temeljio se na normanskom dijalektu straofrancuskog jezika [fro].